# Сапожино
Сапожино (укр. Сапожине) — село,
Тростянецкий сельский совет,
Полтавский район,
Полтавская область,
Украина.
Код КОАТУУ — 5324086208. Население по переписи 2001 года составляло 85 человек.

## Географическое положение
Село Сапожино находится в 2,5 км от правого берега реки Ворскла,
в 0,5 км от села Нижние Ольшаны и в 1-м км от села Пожарная Балка.